# Горохів (станція)
Горо́хів — проміжна залізнична станція Рівненської дирекції Львівської залізниці на лінії Підзамче — Ківерці між станціями Звиняче (14 км) та Стоянів (16 км). Розташована в селищі Мар'янівка Луцького району Волинської області.

## Історія
Станція відкрита у 1925 році, в ході будівництва лінії Луцьк — Стоянів.

## Пасажирське сполучення
на станції зупиняються поїзди приміського сполучення Ківерці — Стоянів / Радехів.